# آنتوان لحد
آنتوان لحد یک نظامی لبنانی بود که با ادعا و شعارهای ناسیونالیستی و وطن‌پرستی، از ارتش لبنان خارج شد و با پول و سلاح دولت اسرائیل، ارتشی تشکیل داد که ۲۰ سال با نظامیان لبنانی جنگید.
لحد که در پاریس زندگی می‌کرد را چندین دادگاه در لبنان، به اعدام محکوم کرده بودند.
لحد یک مسیحی مارونی و از افسران ارتش لبنان بود که همراه با سایر نظامیان مورد حمایت دولت اسرائیل، در داخل کشورش بود و از عوامل اصلی جنگ داخلی ۱۵ ساله در لبنان به‌شمار می‌رفت.
او در کشتار فلسطینیان صبرا و شتیلا نیز نقش داشت.

## ادعای ناسیونالیستی
لحد درشرایطی با دشمنان کشورش متحد شد و به جنگ با هموطنانش پرداخت که ادعای ناسیونالیستی شدیدی داشت و به بهانه اینکه فلسطینی‌ها قصد ترور پیر جمیل، رئیس‌جمهور لبنان را داشته‌اند، به جنگ با آن‌ها پرداخت.

## ارتش جنوب لبنان
دولت اسرائیل که با کمک ارتش جنوب لبنان بخش اعظم لبنان را اشغال کرده بود، در سال ۱۹۷۸ تصمیم گرفت مناطق جنوبی لبنان را به نیروهای سازمان ملل متحد واگذار کند، اما هنگام خروج، به مزدوران لبنانی اش که نام «ارتش جنوب لبنان» را روی خود گذاشته بودند، تجهیزات سنگین نظامی، اسلحه و پول داد تا منطقه‌ای که قبلاً تحت اشغال اسرائیل بود را هم‌چنان در کنترل خود نگه دارند و نگهبان اسرائیل در آن منطقه باشند.
علاوه براین، دولت اسرائیل، از این ارتش برای انجام ترورها، خرابکاری‌ها و … در لبنان استفاده می‌کرد.
آنتوان لحد در سال ۱۹۸۴ و پس از مرگ سعد حداد، فرمانده ارتش جنوب شد و همراه با ارتش دولت اسرائیل به جنگ با لبنانی‌ها ادامه داد.